# Pierrefonds-Roxboro
Pour les articles homonymes, voir Pierrefonds et Roxboro.
Pierrefonds-Roxboro est un arrondissement de la ville de Montréal, au Québec, situé dans l'Ouest-de-l'Île et formé des anciennes villes de Pierrefonds et de Roxboro. Il est le seul arrondissement montréalais à posséder le statut bilingue français-anglais. 

## Géographie
L'arrondissement est situé au nord-ouest de l'île de Montréal. Le territoire a une superficie de 27 km² et une population de 68 410 personnes (en 2011).
Trois des 22 grands parcs de Montréal s'y trouvent : le parc-nature du Bois-de-Liesse, le parc-nature du Cap-Saint-Jacques, et le parc-nature de l'Anse-à-l'Orme.

### Quartiers de référence
- Q71 Pierrefonds-Ouest (d)
- Q72 Pierrefonds-Est/Roxboro (d)

### Quartiers sociologiques
- Pierrefonds
- Roxboro

## Histoire
Le nom Pierrefonds provient d'un château construit par le député Joseph-Adolphe Chauret en 1902. L'architecture de ce château était inspirée par une gravure du château de Pierrefonds en France, près de Compiègne. 

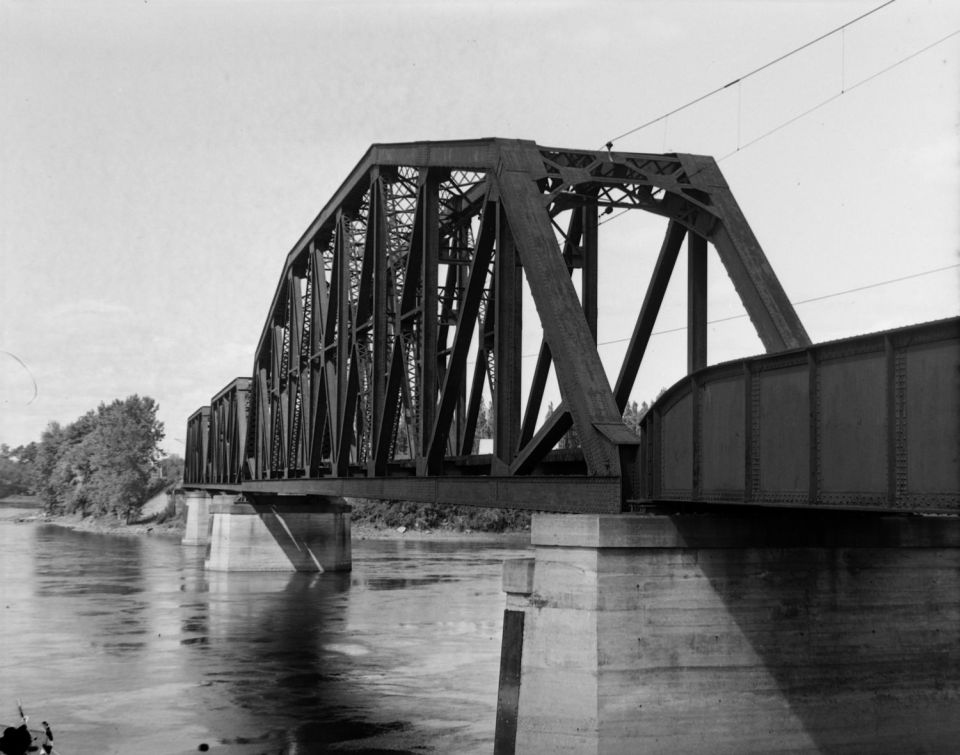
Pont ferroviaire du Canadien National en 1948.

L'origine du nom Roxboro est plus incertaine, mais l'explication la plus plausible est qu'elle provienne de « rocks » : rochers, pierres et de « borough » : bourg, agglomération. En 1914, moment où la ville est érigée, des ouvriers travaillent au creusement d'un tunnel sous le mont Royal pour le chemin de fer.

## Démographie
Le tableau suivant fait état de l'évolution de la population de Pierrefonds-Roxboro depuis 2006, soit le premier recensement canadien après la constitution de l'arrondissement. 
| 2006   | 2011   | 2016   | 2021   | 2026 |
| ------ | ------ | ------ | ------ | ---- |
| 65 041 | 68 410 | 69 297 | 70 382 | -    |

## Administration

L'emplacement de l'arrondissement au sein de la ville de Montréal.

En tant qu'arrondissement montréalais, Pierrefonds-Roxboro est dirigé en premier lieu par un conseil d'arrondissement chargé des affaires locales puis par le conseil de ville de Montréal, chargé de certaines matières qui concernent l'ensemble de la ville. Il est composé de deux districts électoraux représentés chacun par un conseiller de ville et un conseiller d'arrondissement. Ce dernier ne siège qu'au conseil d'arrondissement alors que le conseiller de ville siège aux deux instances. Un maire d'arrondissement est élu à la tête de l'arrondissement et siège aux deux instances.
Le district du Bois-de-Liesse est composé de l'est de l'arrondissement, soit l'entièreté de Roxboro et des parties de Pierrefonds alors que le district du Cap-Saint-Jacques est composé de toute la partie de Pierrefonds située à l'ouest du chemin de la Rive-Boisée. 
Depuis plusieurs années, la majorité des élus municipaux de l'arrondissement sont des élus du parti Ensemble Montréal ou de son prédécesseur Union Montréal. Depuis 2013, le maire de l'arrondissement est Dimitrios « Jim » Beis d'Ensemble Montréal.
| Fonction | Fonction               | 2009-2013                | 2013-2017                | 2017-2021                | 2021-2025                   |
| --- | ---------------------- | ------------------------ | ------------------------ | ------------------------ | --------------------------- |
| Maire d'arrondissement | Maire d'arrondissement | Monique Worth            | Dimitrios « Jim » Beis   | Dimitrios « Jim » Beis   | Dimitrios « Jim » Beis      |
| Conseillers |                        |                          |                          |                          |                             |
| Ville | Bois-de-Liesse         | Dimitrios « Jim » Beis   | Justine McIntyre         | Benoît Langevin          | Benoît Langevin             |
| Ville | Cap-Saint-Jacques      | Catherine Clément-Talbot | Catherine Clément-Talbot | Catherine Clément-Talbot | Catherine Clément-Talbot    |
| Arr. | Bois-de-Liesse         | Christian G. Dubois      | Roger Trottier           | Louise Leroux            | Louise Leroux               |
| Arr. | Cap-Saint-Jacques      | Bertrand A. Ward         | Yves Gignac              | Yves Gignac              | Chahi « Sharkie » Tarakjian |
| Projet Montréal Ensemble Montréal / Équipe Denis Coderre Union Montréal Vision Montréal Coalition Montréal Vrai changement pour Montréal Indépendant |                        |                          |                          |                          |                             |

## Société

### Personnalités
- Mylène Farmer, chanteuse
- Pierre Bouvier, chanteur de Simple Plan
- Robert J Mailhot, poète et chirurgien

## Éducation
Le Centre de services scolaire Marguerite-Bourgeoys (anciennement la Commission scolaire Marguerite-Bourgeoys) administre les écoles francophones :
Écoles secondaires :
- École secondaire Rose-Virginie-Pelletier (RVP)[11]
- École secondaire de l'Altitude[12]

Écoles primaires :
- du Grand-Chêne
- Harfang-des-Neiges
- Lalande
- Murielle-Dumont
- Perce-Neige
- Saint-Gérard

La Commission scolaire Lester-B.-Pearson (CSLBP) administre les écoles anglophones :
École professionnelle :
- West Island Career Centre

École secondaire :
- Pierrefonds Comprehensive High School (en)

Écoles primaires :
- Écoles primaire Beechwood
- Écoles primaire Greendale
- Écoles primaire St. Anthony
- Écoles primaire St. Charles
- Écoles primaire Terry Fox
- Écoles primaire Thorndale
- L'école primaire Westpark et l'école primaire Wilder-Penfield Elementary à Dollard-des-Ormeaux ainsi que l'école primaire Margaret Manson à Kirkland desservent certaines parties de l'arrondissement[13].

### Bibliothèques
L'arrondissement bénéficie de deux bibliothèques publiques – faisant partie du réseau des Bibliothèques de Montréal –, soit la bibliothèque de Pierrefonds, située au 13 555, boulevard Pierrefonds, et la bibliothèque de Roxboro, située au 110, rue Cartier.